# Amphicnemis dactylostyla
Amphicnemis dactylostyla – gatunek ważki z rodziny łątkowatych (Coenagrionidae).